# Campanula punctata
Campanula punctata es una especie de planta herbácea de la familia de las campanuláceas. Es originaria del Este de Asia.

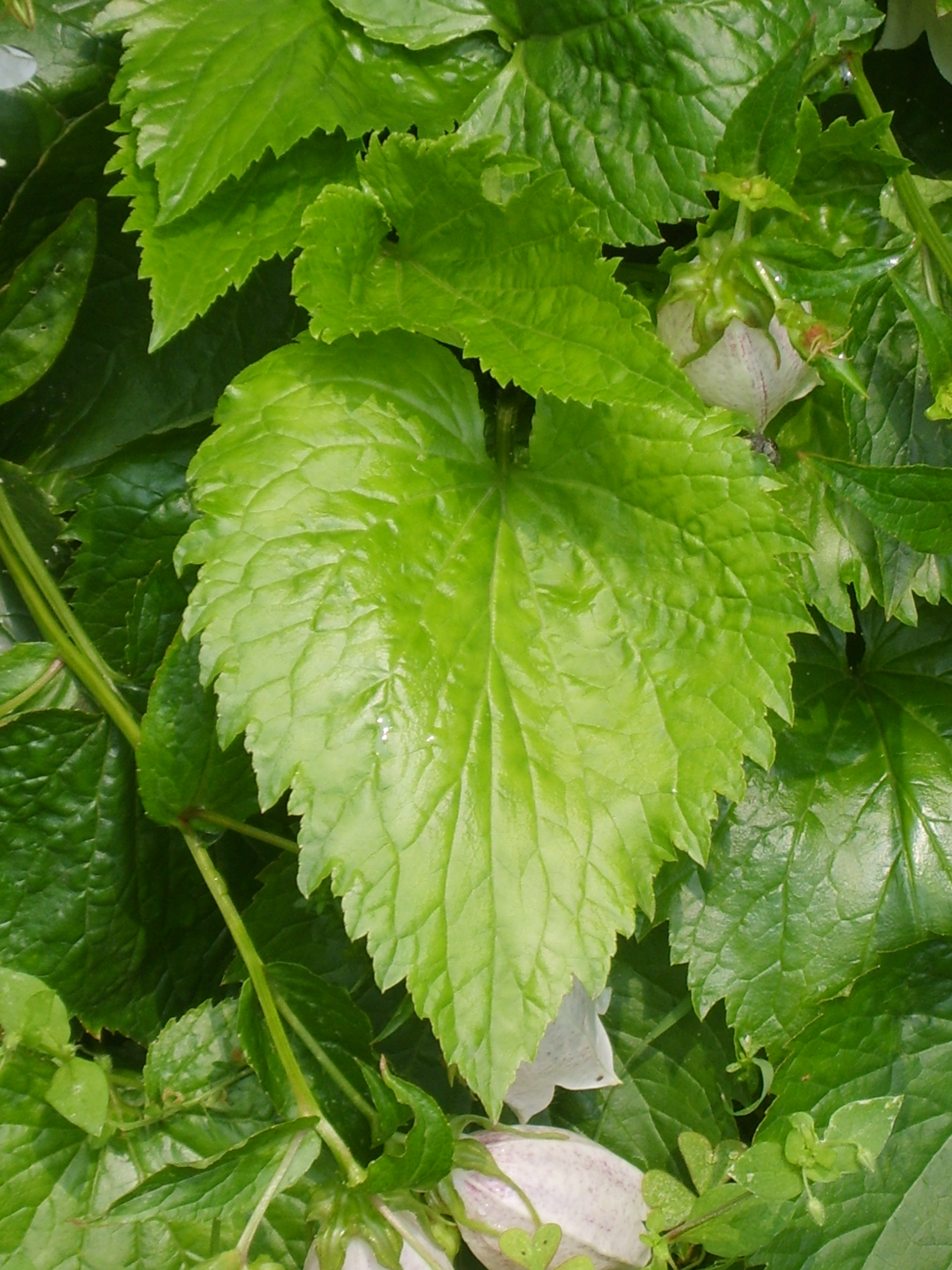
Detalle de la hoja

## Distribución
Campanula punctata es originaria de Corea y se distribuye también en Japón y Siberia Oriental. La flor también se cultiva con fines ornamentales en los Estados Unidos.

## Hábitat y Ecología
La planta crece naturalmente en las montañas a pleno sol o sombra parcial. Es una hierba perenne, que crece y florece durante más de dos años. Florece en junio y julio y se aletarga en otoño o invierno. Las semillas maduran en agosto. Puede crecer en suelos ácidos, neutros, y alcalinos. La planta requiere humedad constante en el suelo fértil y de arena. Crece a pleno sol o sombra parcial en verano. Se propaga agresivamente por sus rizomas.

## Morfología
Por lo general, crece alcanzando un tamaño de  30 - 100 cm  de largo. Tiene tallos erectos que crecen con estolones. Las hojas basales son largas, ovaladas y en forma de corazón. Las hojas de los tallos florales se encuentran en rosetas, cortas y redondeadas. Son alternas y dentadas. Tienen  pelo en su cuerpo completo, incluidas las flores, tallos y hojas. Las flores florecen en junio - agosto, son tubulares y colgantes en forma de campana. Los colores van del blanco al rosa pálido. Tiene puntos rojos dentro de la flor junto con los pelos. Se trata de una flor hermafrodita, lo que significa que tiene ambos órganos masculinos y femeninos, estambres y pistilo.

## Usos
Las flores y las hojas son comestibles. Tienen sabor dulce. Se utilizan como hierbas medicinales en Asia.

## Taxonomía
Campanula punctata fue descrita por Jean-Baptiste Lamarck y publicado en Encyclopédie Méthodique, Botanique 1(2): 586. 1785.
Etimología
Campanula: nombre genérico diminutivo del término latíno campana, que significa "pequeña campana", aludiendo a la forma de las flores.
punctata: epíteto latino que significa "con manchas"
Sinonimia
- Campanula hondoensis Kitam.
- Campanula hybrida Rodigas
- Campanula nobilis Lindl.
- Campanula nobilis var. alba Van Houtte ex Planch.
- Campanula takesimana Nakai
- Campanula takesimana f. alba T.B.Lee
- Campanula van-houttei Carrière
- Campanula violae Pers.
- Campanula violifolia Lam.